# Bromus grossus
Bromus grossus har det svenska namnet Speltlosta. Det är en gräsart som beskrevs av René Louiche Desfontaines och Dc. Bromus grossus ingår i släktet lostor, och familjen gräs. Inga underarter finns listade i Catalogue of Life.

## Bildgalleri

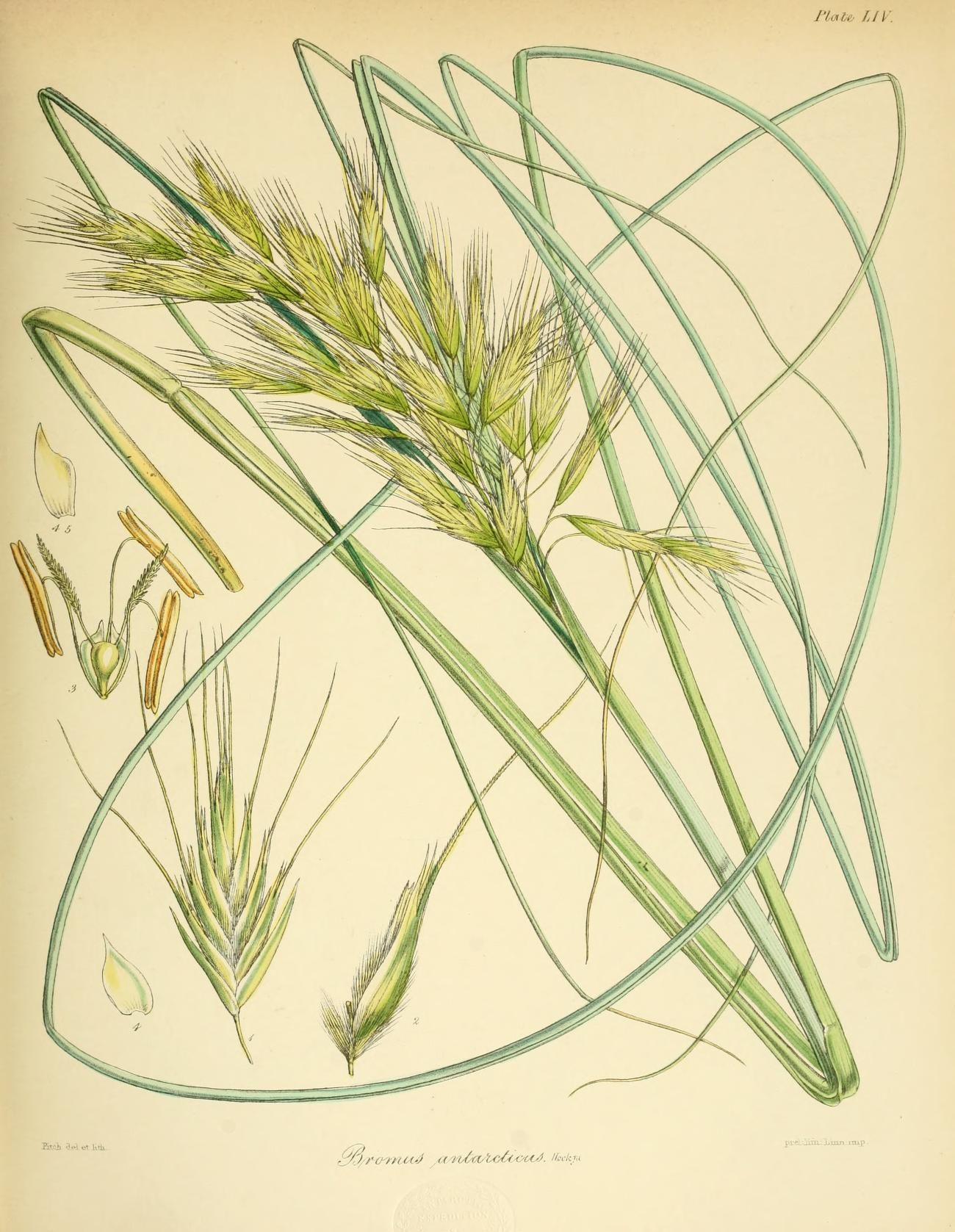
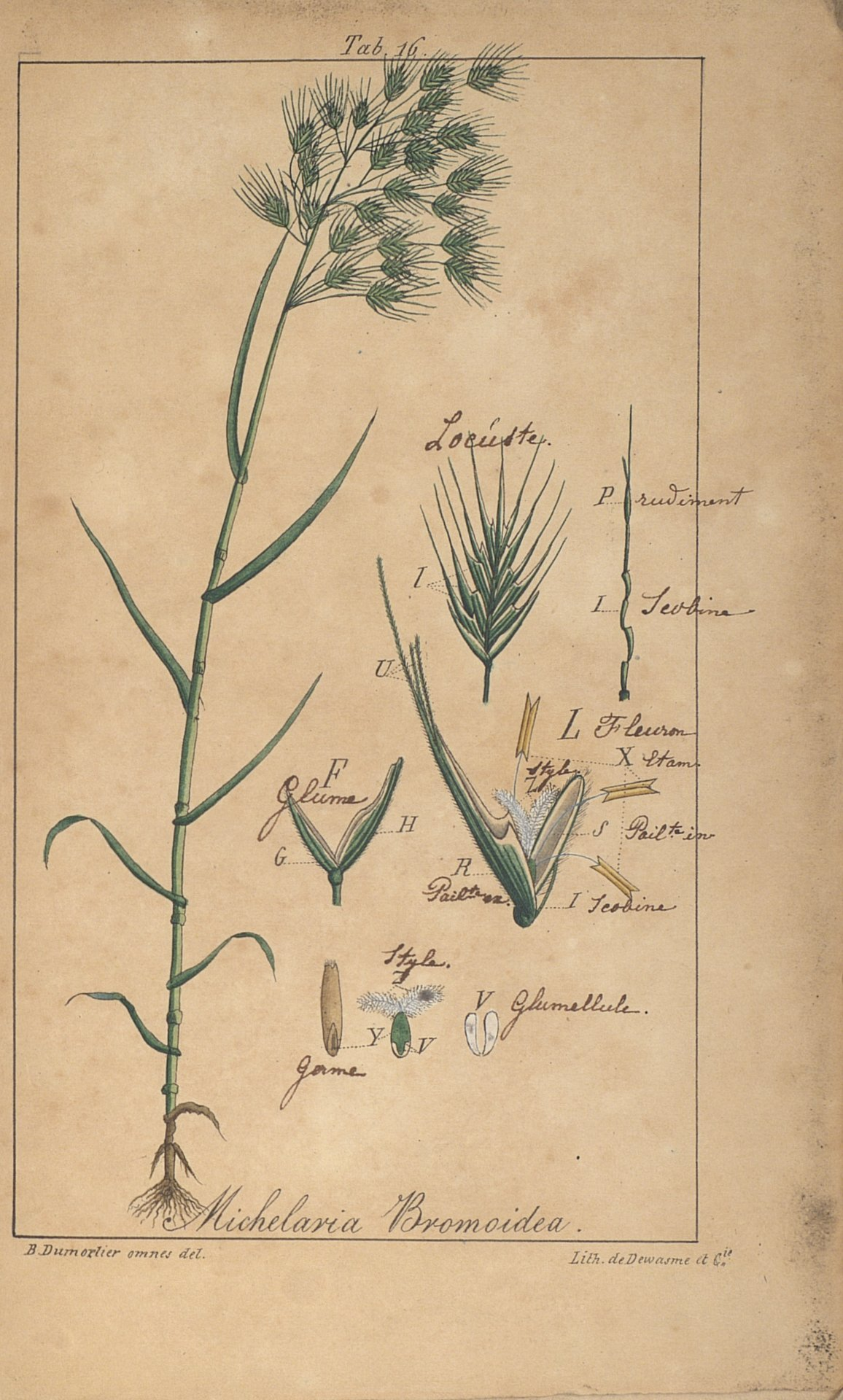